# Jan Grijpink
Johannes Henricus Antonius Maria (Jan) Grijpink (1946) is een Nederlands econoom, jurist, organisatieadviseur, en hoogleraar Informatiekunde aan de Universiteit Utrecht, en expert op het gebied van keteninformatisering.
Grijpink studeerde af in de economie in 1969, en in rechten in 1971. Van 1974 tot 1976 volgde hij de postdoctorale Interacademiale Opleiding Organisatiekunde bij het Sioo. In 1997 promoveerde hij aan de Technische Universiteit Eindhoven bij Theo Bemelmans op het proefschrift "Keteninformatisering".
Grijpink is sinds 2004 parttime bijzonder hoogleraar Informatiekunde aan de Universiteit Utrecht met de leeropdracht de keteninformatisering in de rechtsstaat. Hierbij sprak hij de inaugurele rede, getiteld "Onze informatiesamenleving in wording : de uitdaging van grootschalige informatie-uitwisseling in de rechtsstaat". Hij is verder raadadviseur bij het ministerie van Justitie, waarbij hij adviseert over informatiestrategie. Sinds 2007 is hij als werkzaam als adviseur bij Het Expertise Centrum in Den Haag.

## Publicaties
- 1992. Telematica als strategisch wapen : door informatietechnologie meedoen of overrompeld worden : Managers Ontmoeting Overheid Bedrijfsleven 1991. Redactie. Stichting Maatschappij en Onderneming.
- 1993. Afvalmanagement en afvalpolitiek : hoe krijgen wij de afvalberg binnen de perken?. Stichting Maatschappij en Onderneming.
- 1994. Communicatie : eigentijdse uitdagingen voor overheid en bedrijfsleven. Stichting Maatschappij en Onderneming.
- 1995. Interne criminaliteit : managementvraagstuk voor bedrijfsleven en overheid. Stichting Maatschappij en Onderneming.
- 1997. Keteninformatisering : met toepassing op de justitiële bedrijfsketen : een informatie-infrastructurele aanpak voor communicatie tussen zelfstandige organisaties. Proefschrift Technische Universiteit Eindhoven. Den Haag : Sdu Uitgevers.
- 1997. Het lichaam als sleutel : juridische beschouwingen over biometrie. Met Robert van Kralingen en Corien Prins. Alphen aan den Rijn : Samsom BedrijfsInformatie.
- 1999. Werken met keteninformatisering : informatiestrategie voor de informatiesamenleving. Den Haag : Sdu Uitgevers.
- 2002. Informatiestrategie voor ketensamenwerking. Den Haag : Sdu Uitgevers.
- 2005. Onze informatiesamenleving in wording. De uitdaging van grootschalige informatie-uitwisseling in de rechtstaat, inaugurale rede uitgesproken bij de openbare aanvaarding van het ambt van bijzonder hoogleraar aan de Faculteit Wiskunde en Informatica van de Universiteit Utrecht, mede ten behoeve van de Faculteit der Rechtsgeleerdheid, op 19 januari 2005
- 2011. De uitdaging van grootschalige stelsels voor ketencommunicatie. Over de betekenis van het vakgebied Keteninformatisering in de rechtstaat. Afscheidsrede uitgesproken op 14 april 2011 in de Aula van de Universiteit Utrecht.
- 2021. Keteninformatisering in kort bestek : theorie en praktijk van grootschalige informatie-uitwisseling. Den Haag : Boom / LEMMA. (4e druk 2021)